# Timoteo di Mileto
Timoteo di Mileto (in greco antico: Τιμόθεος ὁ Μιλήσιος?, Timótheos ho Milésios; 446 a.C. – 357 a.C.) è stato un poeta greco antico.

## Biografia
Allievo di Frinide, egli fu il maggior esponente di quella tendenza che vide il prevalere dell'elemento melodico su quello letterario nei generi lirici tradizionali, come il ditirambo ed il nomos (canto monodico in onore di Apollo).
Come il suo maestro, anche Timoteo portò alcune novità nella lirica greca, come ad esempio l'utilizzo della lira ad undici corde; queste innovazioni, però, incontrarono l'opposizione dei suoi contemporanei, ma ebbero un sostenitore nell'amico Euripide che, secondo una tradizione, dissuase dal suicidio il poeta, deluso dagli insuccessi. Sempre Euripide, inoltre, subì la sua influenza nelle parti corali dei suoi ultimi drammi.

## Opere
Della sua vasta produzione ci sono pervenuti solamente 31 frammenti, per lo più da tradizione indiretta. Sono noti, in effetti, vari titoli che testimoniano un libro di inni, un libro di ditirambi, 18 libri di nomoi, encomi e componimenti vari.
- inni (un libro): Inno ad Artemide[2];
- ditirambi (un libro): Aiace folle[3]; Elpenore[4]; Nauplio[5]; Parto di Semele[6]; Scilla[7].
- nomoi (18 libri): restano i titoli e i frammenti di Ciclope[8] e Niobe[9].

### I Persiani

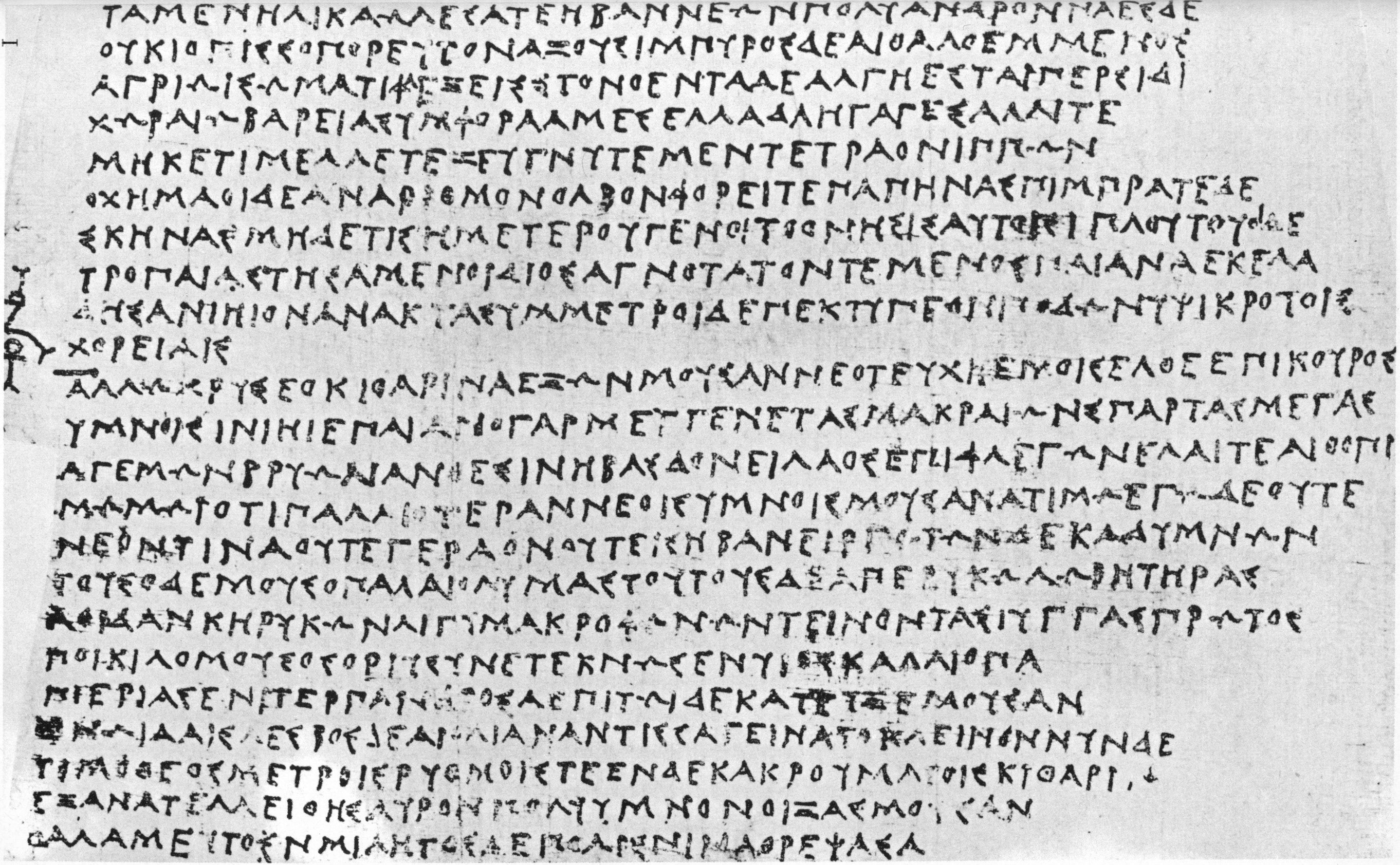
Frammento dei Persiani su un papiro del IV sec. a. C.

Tuttavia, nel 1903, in una tomba del villaggio egiziano di Abusir, venne alla luce un papiro contenente circa 250 versi di un nomos intitolato  I Persiani. Il brano contiene una descrizione della battaglia di Salamina, evento narrato anche da Eschilo nell'omonima tragedia; vi è, però, una profonda differenza tra i due autori:
sciabordare interritmico di remi,

nave contraria a nave, esse gravavan

il mare tempestoso, figlio a Forco»
(vv. 1-5 (trad. A. D'Andria))
Come si nota già dai primi versi conservati del papiro, alla potenza espressiva ed all'intensa partecipazione emotiva dell'antico drammaturgo fanno riscontro, in Timoteo, uno stile ricercato e ricco di metafore ed un certo patetismo nei toni, che ha talvolta persino accenti di comicità. Alla fine del brano, il poeta manifesta il proprio fastidio per la tradizione e difende le proprie innovazioni dalle critiche che gli venivano mosse:
ricca e claustrale delle Muse d'oro

del canto e dà alla lira nuova vita
 
con ritmi e misure enneacorde,
 
lui che nacque a Mileto, la città
 
di un popolo di dodici tribù
 
che è a capo tra gli Achei»
(vv. 230-236 (trad. A. D'Andria))